# Chiesa di San Giobbe (Ferrara)
La chiesa di San Giobbe è una chiesa scomparsa di Ferrara. Risalente al XIV secolo, fino al 1499 era dedicata a Santa Maria Bianca.

## Storia
La tradizione la vuole eretta nel 1373 a spese del marchese Nicolò Zoppo col nome di Santa Maria Bianca, divenuto San Giobbe nel 1499 quando venne assegnata alla confraternita omonima. Venne annesso un ospedale nel 1596 per la cura del "morbo gallico". Il complesso venne abbattuto nel 1708 a causa dell'allargamento della spianata della fortezza pontificia